# Podrezenka
Podrezenka (en rus: Подрезенка) és un poble de l'óblast de Saràtov, a Rússia, segons el cens del 2010 tenia 38 habitants. Pertany al districte municipal d'Arkadak.